# Elezioni europee del 2019 in Repubblica Ceca
Le elezioni europee del 2019 in Repubblica Ceca si sono tenute sabato 25 e domenica 26 maggio per eleggere i 21 membri del Parlamento europeo spettanti alla Repubblica Ceca.

## Risultati
| Liste              | Liste                                                    | Gruppo             | Voti      | %     | Seggi |
| ------------------ | -------------------------------------------------------- | ------------------ | --------- | ----- | ----- |
|                    | ANO 2011                                                 | RE                 | 502.343   | 21,19 | 6     |
|                    | Partito Democratico Civico (ODS)                         | ECR                | 344.885   | 14,55 | 4     |
|                    | Partito Pirata Ceco (CPS)                                | Verdi/ALE          | 330.844   | 13,96 | 3     |
|                    | TOP 09 - STAN • TOP 09 • Sindaci e Indipendenti (STAN)   | - PPE              | 276.220   | 11,65 | 3 2 1 |
|                    | Libertà e Democrazia Diretta (SPD)                       | ID                 | 216.718   | 9,14  | 2     |
|                    | KDU-ČSL                                                  | PPE                | 171.723   | 7,24  | 2     |
|                    | Partito Comunista di Boemia e Moravia (KSČM)             | GUE/NGL            | 164.624   | 6,94  | 1     |
|                    | Partito Social Democratico Ceco (ČSSD)                   | -                  | 93.664    | 3,95  | -     |
|                    | Voce (Hlas)                                              | -                  | 56.449    | 2,38  | -     |
|                    | ANO, vytrollíme europarlament (EU TROLL)                 | -                  | 37.046    | 1,56  | -     |
|                    | Scienziati per la Repubblica Ceca                        | -                  | 19.492    | 0,82  | -     |
|                    | Democrazia Nazionale - Partito del Senso Comune (ND-SZR) | -                  | 18.715    | 0,79  | -     |
|                    | Partito dei Liberi Cittadini (Svobodní)                  | -                  | 15.492    | 0,65  | -     |
|                    | Partito Democratico dei Verdi (DSZ)                      | -                  | 14.339    | 0,60  | -     |
|                    | Europa Insieme                                           | -                  | 12.587    | 0,53  | -     |
|                    | Alternativa per la Repubblica Ceca 2017                  | -                  | 11.729    | 0,49  | -     |
| Altri <10.000 voti | Altri <10.000 voti                                       | Altri <10.000 voti | 83.895    | 3,54  | -     |
| Totale             | Totale                                                   | Totale             | 2.370.765 | 100   | 21    |